# Get You
Get You — песня, которую представитель России Алексей Воробьёв исполнил на конкурсе Евровидение в мае 2011 года. По мнению самого певца, композиция имела бы все шансы на успех. Идею того, что у Воробьёва есть шанс на попадание в тройку и даже победу, высказал и победитель Евровидения 2008 Дима Билан. По итогам конкурса песня заняла 16-е место в финальном зачёте. Это один из худших результатов России на конкурсе, если не считать выступление Филиппа Киркорова (см. Россия на конкурсе Евровидение).

## Создание
Музыку и слова композиции написал Алексей Воробьев совместно с известным шведским продюсером марокканского происхождения RedOne, известный по своим совместным работам с певицей Леди Гага. При этом он сам также участвовал в записи бэк-вокала для трека.

## На Евровидении
Национальный вещатель Евровидения в России «Первый канал» воспользовался правом самостоятельно (без проведения национального отборочного тура) выбрать песню и, более того, специально заказал её в Швеции. Официальная премьера Get You состоялась в эфире телеканала 12 марта 2011 года в рамках проекта «Фабрика звёзд. Возвращение».
Перед конкурсом в начало композиции была включена стилизация под русский народный проигрыш, которую написал сам исполнитель. Конкурсный номер включает бэк-танцоров со светодиодной подсветкой курток и подошв обуви и использование светодиодных табло.